# Stazione di Cavanella d’Adige
Stazione di Cavanella d'Adige vasútállomás Olaszországban, Veneto régióban, Chioggia településen.

## Vasútvonalak
Az állomást az alábbi vasútvonalak érintik:
- Rovigo-Chioggia-vasútvonal

## Kapcsolódó állomások
A vasútállomáshoz az alábbi állomások vannak a legközelebb: 
- Stazione di Sant'Anna di Chioggia (Stazione di Chioggia, Rovigo-Chioggia-vasútvonal)
- Stazione di Rosolina (Stazione di Rovigo, Rovigo-Chioggia-vasútvonal)